# IBM Configuration Management Version Control (CMVC)
Configuration Management Version Control (CMVC) - программный пакет, выполняющий функции репозитория объектов, а также осуществляющий программный контроль версий, управление конфигурациями, функции управления изменениями. Данный пакет продавался и распространялся во второй половине 1990-х корпорацией International Business Machines Corporation (IBM). В нем использовались части ПО, приобретенного у HP и части системы для внутреннего пользования IDSS самой IBM.
Продажи и поддержка CMVC закончились вскоре после приобретения в 2003 году IBM компании Rational Software, так как возможности её основного продукта превосходили возможности продуктов того же класса (Rational ClearCase и IBM Rational ClearQuest). Однако некоторые установленные в тот период экземпляры CMVC у клиентов продолжают использоваться (по состоянию на 2008 год), а также программа продолжает широко использоваться внутри самой IBM.